# Philodromus albicans
Philodromus albicans este o specie de păianjeni din genul Philodromus, familia Philodromidae, descrisă de O. P.-cambridge, 1897. Conform Catalogue of Life specia Philodromus albicans nu are subspecii cunoscute.